# Germinie Lacerteux
Germinie Lacerteux est un roman écrit par Jules de Goncourt et Edmond de Goncourt, paru en 1864, qui raconte la déchéance et la double vie d'une servante, Germinie Lacerteux. Sa préface en fait le point de départ du naturalisme. Une adaptation théâtrale en a été faite par Edmond de Goncourt et portée à la scène en 1888.

## Sources d'inspiration
Ce personnage de Germinie a été inspiré aux deux frères Goncourt par leur servante Rose Malingre, dont ils ont découvert la double vie après sa mort, en août 1862, par les révélations de leur maîtresse commune Maria, sage-femme de profession.
Dans la seconde préface, qu'il rédige en 1886, après la mort de son frère, Edmond de Goncourt reprend les notes de leur journal consacrées à l'agonie de Rose et à la découverte de la vie dissolue que menait leur servante.

## Résumé
Après une enfance paysanne, Germinie est placée à Paris dès quatorze ans chez un cabaretier, chez qui elle est violée par un autre domestique, Joseph, qui la défendait contre les brimades des jeunes gens ; après quelque temps, elle entre au service d’une vieille fille d’une bonté un peu brusque, Mlle de Varandeuil, à laquelle elle s’attache rapidement et profondément. 
Mais elle tombe amoureuse d’un jeune homme dépravé, Jupillon, le fils de la crémière ; trop âgée pour qu’il l’épouse, Germinie tente de se l’attacher en lui consacrant toutes ses économies, a de lui une fille qu’elle perd prématurément, et se couvre de dettes pour le faire échapper au tirage au sort de la conscription, allant jusqu’à voler pour tenter de le retenir. 
Abandonnée par son amant, elle se réfugie dans l’alcool et la débauche, et finit par mourir des suites d’une pleurésie contractée après une nuit passée à le guetter sous la pluie. Ce n’est qu’après sa mort que Mlle de Varandeuil s’apercevra de la double vie que menait sa fidèle servante : après un temps d’indignation, la vieille demoiselle pardonne, et découvre, en visitant la fosse commune du cimetière de Montmartre, qu’il n’y a ni croix ni inscription qui permette d’identifier le cercueil de Germinie.

## Réception critique
L'œuvre est saluée à sa parution par le jeune Émile Zola, qui admire en elle une œuvre « excessive et fiévreuse ». Il fait paraître une longue critique très élogieuse dans Le Salut public de Lyon le 23 janvier 1865, reprise dans son recueil Mes Haines. L'histoire de la littérature retient, selon les termes de Madeleine Ambrieux, que  « Germinie Lacerteux est une date. Le livre fait entrer le peuple dans le roman ».
Jules Claretie, dans la Revue de Paris, est plus nuancé, mais néanmoins élogieux : « En dépit de leur profession de foi [...] je persiste à croire que MM. de Goncourt n'ont voulu faire qu'une œuvre d'art : d'un art vivant, parfaitement marqué au sceau de notre époque, ce qui est la qualité suprême ». Jules Vallès et Victor Hugo saluent eux aussi ce quatrième roman des frères Goncourt. 
Mais l’œuvre suscite aussi des moqueries et de violentes attaques : elle est qualifiée de « fange ciselée » par Charles Monselet, et de  « littérature putride » par Gustave Merlet,.
Edmond Villetard écrit : « MM. Edmond et Jules de Goncourt ont publié voici tantôt trois mois, un livre étrange et puissant qui a trouvé de chauds partisans et de violents détracteurs. On a mis autant de passion à l'attaquer qu'à le soutenir ; presque tous ceux des lecteurs qui ne le repoussent pas avec dégoût se passionnent pour lui. ».

## Préface
La préface à la première édition est considérée de nos jours comme « le premier manifeste du naturalisme », « le point de départ du mouvement naturaliste, qui envisage un roman s’appuyant sur les sciences physiologiques et humaines en plein essor, et portant sur le réel un regard neuf. »

« Vivant au dix-neuvième siècle, dans un temps de suffrage universel, de démocratie, de libéralisme, nous nous sommes demandé si ce qu’on appelle « les basses classes » n’avait pas droit au Roman ; si ce monde sous un monde, le peuple, devait rester sous le coup de l’interdit littéraire et des dédains d’auteurs qui ont fait jusqu’ici le silence sur l’âme et le cœur qu’il peut avoir. Nous nous sommes demandé s’il y avait encore, pour l’écrivain et pour le lecteur, en ces années d’égalité où nous sommes, des classes indignes, des malheurs trop bas, des drames trop mal embouchés, des catastrophes d’une terreur trop peu noble. Il nous est venu la curiosité de savoir si cette forme conventionnelle d’une littérature oubliée et d’une société disparue, la Tragédie, était définitivement morte ; si, dans un pays sans caste et sans aristocratie légale, les misères des petits et des pauvres parleraient à l’intérêt, à l’émotion, à la pitié, aussi haut que les misères des grands et des riches ; si, en un mot, les larmes qu’on pleure en bas pourraient faire pleurer comme celles qu’on pleure en haut. »

## Adaptation théâtrale

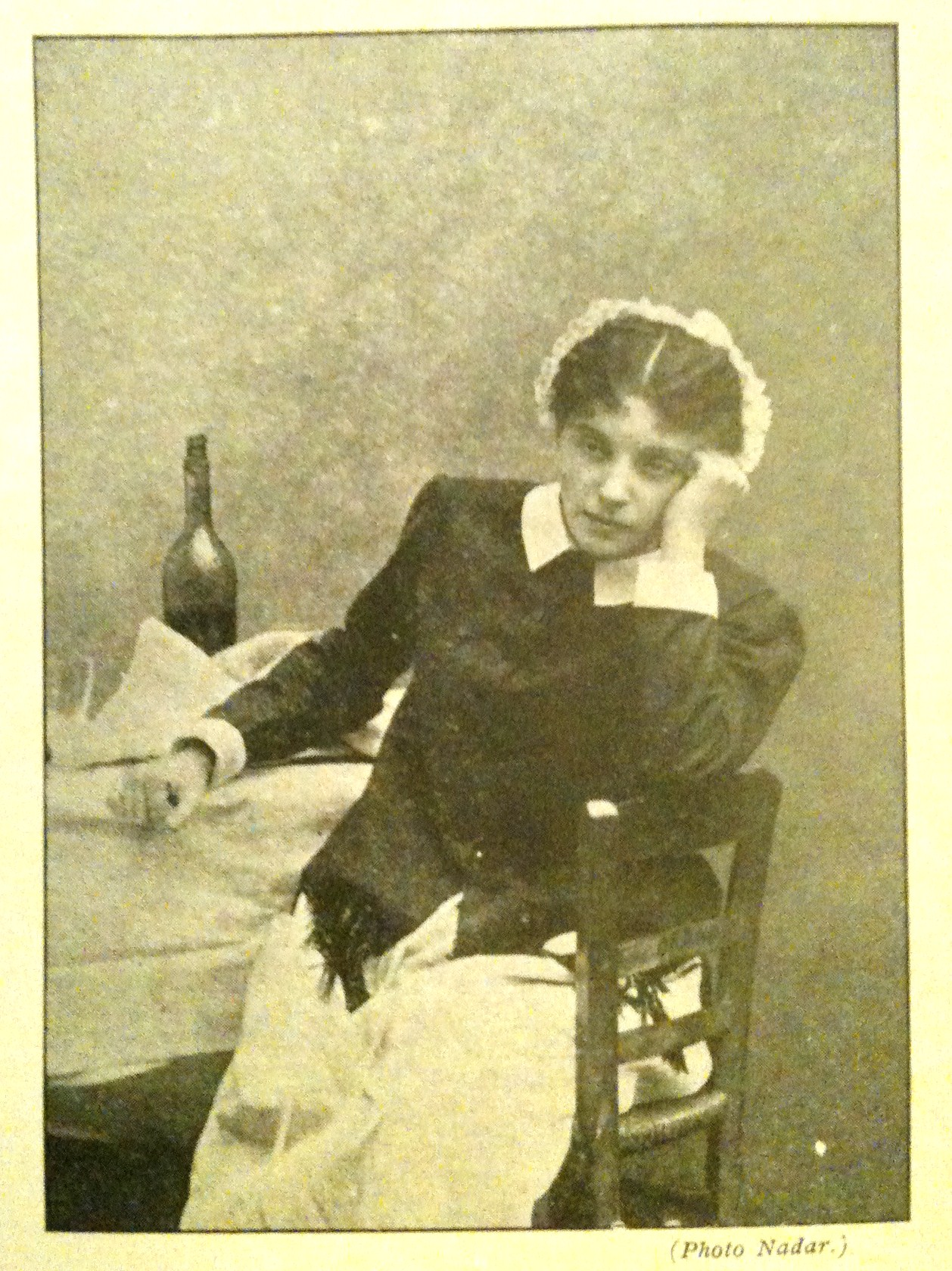
Réjane par Félix Nadar dans Germinie Lacerteux, Théâtre de l'Odéon, 1889

Edmond de Goncourt adapte le roman pour la scène, et la pièce est représentée pour la première fois au théâtre de l'Odéon le 19 décembre 1888. Malgré la prestation remarquée de Réjane, la pièce est mal reçue. Même Jules Lemaître, qui admire beaucoup le roman, considère que l'adaptation théâtrale n'est pas aboutie.

## Lire en ligne
- Germinie Lacerteux, Paris, Charpentier, 1889   (Wikisource)

- Edmond de Goncourt, Germinie Lacerteux : Pièce en dix tableaux, Paris, Charpentier, 1888 (lire en ligne)